# ديمتريوس بيرد
ديمتريوس بيرد (بالإنجليزية: Demetrius Byrd)‏ هو لاعب كرة قدم أمريكية أمريكي، ولد في 30 يونيو 1986 في ميامي في الولايات المتحدة.